# بیل داونی
بیل داونی (به انگلیسی: Bill Downe) (زاده ۱۹۵۲) کارآفرین، بازرگان و مدیر ارشد اجرایی کانادایی است، که در حال حاضر به‌عنوان مدیر عامل اجرایی بانک مونترآل فعالیت می‌کند.